# Duje Čop
Duje Čop (nascut l'1 de febrer de 1990) és un futbolista professional croat que juga com a davanter per l'HNK Šibenik, cedit pel Dinamo Zagreb.

## Carrera de club

### Hajduk Split / Nacional
Čop va començar a jugar com a professional la temporada 2007–08 a la Prva HNL quan tenia només 17 anys, i va ajudar l'HNK Hajduk Split de la seva ciutat natal a acabar cinquè a la primera categoria croata. En la seva primera temporada va jugar 15 partits amb el Hajduk i va marcar 5 gols. El juliol de 2008, al final de la temporada, va fitxar pel C.D. Nacional de l'illa de Madeira.
Va jugar poc durant la seva única temporada a Portugal (174 minuts en competició oficial). Čop va debutar a la Primeira Liga el 24 de gener de 2009 en un empat 1–1 a casa contra l'Sporting Clube de Portugal. El 6 d'abril, va marcar el seu únic gol al futbol portuguès, en un partit en què va substituir Mateus al temps afegit contra el Rio Ave FC, i en què va marcar el darrer gol d'una victòria per 3–0.
Després d'això, va retornar al Hajduk, on va seguir jugant poc durant les dues següents temporades.

### RNK Split
El juliol de 2011, Čop va acabar el seu contracte amb el Hajduk i en va signar un altre per quatre anys amb el veí RNK Split.
Va debutar amb el seu nou equip en un partit de classificació per l'Europa League que va guanyar a fora contra l'NK Domžale eslovè, i en el qual va marcar un gol. Va marcar també contra el mateix equip en el partit de tornada.

### Dinamo de Zagreb
El juny de l'any següent va fitxar pel GNK Dinamo de Zagreb, vigent campió croat. Va començar la termpoada marcant contra el Sheriff Tiraspol a la fase de classificació de la Lliga de Campions de la UEFA 2012-13, en partit disputat al Maksimir Stadium. Va marcar un altre gol important pel GNK Dinamo de Zagreb en el seu camí per la classificació per la Champions, en el partit de Play-Off contra l'NK Maribor. Va jugar 6 partits en la fase de grups de la Lliga de Campions. El 18 de febrer de 2013, va marcar el seu primer hat-trick pel Dinamo de Zagreb en el derbi contra l'NK Rijeka. Va ser el màxim golejador de la Prva HNL 2013-14 amb 22 gols.
L'11 de gener de 2015, Čop fou cedit al Cagliari Calcio, fins al juny. Tres dies després va debutar amb l'equip italià, jugant els 90 minuts en una derrota per 2–1 a fora contra el Parma FC a la fase de vuitens de la Coppa Italia. El dia 24 va marcar el seu primer gol a la Serie A, el de la victòria per 2–1 en un triomf a casa contra l'U.S. Sassuolo Calcio, en un partit en què va substituir Samuele Longo. El 26 d'abril, va marcar dos gols pel seu equip que, amenaçat amb el descens, va guanyar 3–1 contra l'ACF Fiorentina; finalment va fer quatre gols en 16 partits a la temporada, que va acabar en descens.
El 16 de juliol de 2015 va fitxar pel Màlaga CF amb un contracte de cessió per tota la temporada. Va debutar a La Liga el 21 d'agost, com a titular en el primer partit de lliga, que acabà en empat a zero a casa contra el Sevilla FC. El 13 de desembre, Čop va marcar el seu primer gol pel Màlaga, el de la victòria al minut 87 en un partit que acabà 2–1 contra el Rayo Vallecano; el mateix dia, havia amenaçat amb marxar si no disposava de més oportunitats de jugar.
L'estiu de 2016, Čop fou cedit a l'Sporting de Gijón. El 26 de novembre, va fallar un penal en una derrota per 2–1 a fora contra el Reial Madrid CF.

### Standard Liege
El 17 de març de 2018, Čop va jugar el partit en què l'Standard Liège va vèncer el KRC Genk 1-0 en la pròrroga per guanyar la Copa de Bèlgica 2018, i es va classificar així per la Lliga Europa de la UEFA.

#### Valladolid (cedit)
El 19 d'agost de 2018 Čop fou cedit al Reial Valladolid per un any.

## Internacional
Čop va debutar amb la selecció croata de futbol el 4 de setembre de 2014, substituint Luka Modrić pels 30 minuts finals d'una victòria per 3–0 en un partit amistós contra Xipre a Pula.
Va disputar un partit en la fase de classificació per l'Eurocopa 2016; contra Bulgària el 10 d'octubre de 2015, va entrar substituint Marko Pjaca en la mateixa posició, i fou expulsat al final del partit per una falta sobre Strahil Popov; el partit va acabar en una victòria croata per 3–0.

## Vida personal
El pare de Čop, Davor, també va ser futbolista. Va jugar durant sis temporades amb el Hajduk durant els anys 70s/80s.

## Palmarès

### Club
Hajduk Split
- Copa croata: 2009-10

Dinamo de Zagreb
- Prva HNL: 2012-13, 2013-14
- Supercopa croata: 2013

### Indivudual
- Màxim golejador de la Prva HNL: 2013-14
- Premi Camisa Groga d'Sportske novosti: 2013-14